# Бевреті
Бевреті (груз. ბევრეთი) — село в Грузії.
За даними перепису населення 2014 року в селі проживає 51 особа.